# Zaglyptogastra
Zaglyptogastra is een geslacht van insecten uit de orde vliesvleugeligen (Hymenoptera) en de familie schildwespen (Braconidae).

## Soorten
- Z. abbotti Ashmead, 1900
- Z. afenestrata Quicke, 1991
- Z. afra (Szepligeti, 1905)
- Z. aswada El-Heneidy & Quicke, 1991
- Z. basiornata (Cameron, 1909)
- Z. brevicaudis (Szepligeti, 1914)
- Z. caractica (Brues, 1926)
- Z. caudatula Quicke, 1991
- Z. corruscator (Cameron & Strand, 1912)
- Z. cristata (Szepligeti, 1905)
- Z. cristatula (Szepligeti, 1905)
- Z. dentata (Grosvenor)
- Z. equitator (Wiedemann, 1824)
- Z. erythraspis (Cameron, 1909)
- Z. fulvoater (Brues, 1926)
- Z. gaullei (Granger, 1949)
- Z. gonioides (Fahringer, 1931)
- Z. helvimacula (Enderlein, 1920)
- Z. ingratella (Cameron, 1909)
- Z. insidiator (Szepligeti, 1915)
- Z. levisulcata Quicke, 1991
- Z. lupus (Szepligeti, 1915)
- Z. maiada El-Heneidy & Quicke, 1991
- Z. nigripennis (Szepligeti, 1908)
- Z. novaguinensis El-Heneidy & Quicke, 1991
- Z. plumiseta (Enderlein, 1920)
- Z. plumosa (Kirby, 1896)
- Z. pulchricaudis (Szepligeti, 1905)
- Z. rhadamanthus (Brues, 1924)
- Z. roscheri (Fahringer, 1931)
- Z. scoparia (Szepligeti, 1905)
- Z. schroederi (Szepligeti, 1914)
- Z. seminigra (Szepligeti, 1906)
- Z. sinuata (Grosvenor)
- Z. spathulata (Szepligeti, 1914)
- Z. tacita (Cameron, 1909)
- Z. tenuicauda Quicke, 1991
- Z. tincticanaliculata (Cameron, 1912)
- Z. virgulivena Quicke, 1991
- Z. vitalisi (Turner, 1919)